# Lissoclinum midui
Lissoclinum midui is een zakpijpensoort uit de familie van de Didemnidae. De wetenschappelijke naam van de soort is voor het eerst geldig gepubliceerd in 2011 door Hirose & Hirose.